# Furggelenstock
Der Furggelenstock ist ein 1655 m ü. M. hoher Gipfel im Kanton Schwyz, Schweiz, nördlich der Ibergeregg und östlich der Mythen. Der mit einem Kreuz geschmückte Gipfel kann über einen Bergwanderweg erreicht werden.
Die nördlich des Stocks gelegene Alp Furggelen (1526 m) bildet einen Pass zwischen Brunni im Alptal und Oberiberg und verfügt über eine im Sommer geöffnete Alpwirtschaft.